# Apollonius (cratera)
Apollonius e arredores
Apollonius é uma cratera lunar que está localizada perto do limbo leste da Lua. Fica na região de terras altas a oeste do Mare Undarum e nordeste do Sinus Successus no Mare Fecunditatis. A sudoeste da cratera Firmicus e norte de Condon.
A borda externa de Apollonius é ligeiramente desgastada e é recoberta por um par de pequenas crateras (incluindo Apollonius E) através da parede oeste. O chão interno quase plano tem um albedo baixo e foi coberta por lava. Falta um cume central ou pequenas crateras em toda a parte inferior.

## Crateras satélite
Por convenção, estas características são identificadas em mapas lunares colocando a letra no lado do ponto médio da cratera que é mais próximo do Apollonius.
| Apollonius | Latitude | Longitude | Diâmetro |
| ---------- | -------- | --------- | -------- |
| A          | 4.8° N   | 56.8° E   | 24 km    |
| B          | 5.7° N   | 57.6° E   | 32 km    |
| E          | 4.4° N   | 61.9° E   | 16 km    |
| F          | 5.6° N   | 60.0° E   | 16 km    |
| H          | 3.4° N   | 59.6° E   | 20 km    |
| J          | 4.6° N   | 57.5° E   | 12 km    |
| L          | 6.5° N   | 54.6° E   | 9 km     |
| M          | 4.8° N   | 61.9° E   | 10 km    |
| N          | 4.8° N   | 64.1° E   | 9 km     |
| S          | 1.1° N   | 62.6° E   | 15 km    |
| U          | 4.9° N   | 59.9° E   | 7 km     |
| V          | 4.4° N   | 58.2° E   | 16 km    |
| X          | 7.0° N   | 58.1° E   | 31 km    |
| Y          | 4.9° N   | 62.6° E   | 10 km    |

As seguintes crateras foram renomeadas pela UAI.
- Apollonius C — Ameghino (cratera)
- Apollonius D — Cartan (cratera)
- Apollonius G — Townley (cratera)
- Apollonius K — Abbot (cratera)
- Apollonius P — Daly (cratera)
- Apollonius T — Bombelli (cratera)
- Apollonius W — Petit (cratera)

### Obras em língua portuguesa
- Freitas Mourão, Ronaldo Rogério de (2008). Dicionário Enciclopédico de Astronomia e Astronáutica. Lexicon. ISBN 9788586368356

### Obras em língua inglesa
- Andersson, L. E.; Whitaker, E. A., (1982). NASA Catalogue of Lunar Nomenclature. [S.l.]: NASA RP-1097
- Blue, Jennifer (25 de julho de 2007). «Gazetteer of Planetary Nomenclature». USGS. Consultado em 5 de agosto de 2007
- B. Bussey; P. Spudis (2004). The Clementine Atlas of the Moon. New York: Cambridge University Press. ISBN 0-521-81528-2
- Cocks, Elijah E.; Cocks, Josiah C. (1995). Who's Who on the Moon: A Biographical Dictionary of Lunar Nomenclature. [S.l.]: Tudor Publishers. ISBN 0-936389-27-3
- McDowell, Jonathan (15 de julho de 2007). Lunar Nomenclature (Relatório). Jonathan's Space Report. Consultado em 24 de outubro de 2007
- Menzel, D. H.; Minnaert, M.; Levin, B.; Dollfus, A.; Bell, B. (1971). «Report on Lunar Nomenclature by The Working Group of Commission 17 of the IAU». Space Science Reviews. 12. 136 páginas
- Moore, Patrick (2001). On the Moon. [S.l.]: Sterling Publishing Co. ISBN 0-304-35469-4
- Price, Fred W. (1988). The Moon Observer's Handbook. [S.l.]: Cambridge University Press. ISBN 0521335000
- Rükl, Antonín (1990). Atlas of the Moon. [S.l.]: Kalmbach Books. ISBN 0-913135-17-8
- Webb, Rev. T. W. (1962). Celestial Objects for Common Telescopes 6th revision ed. [S.l.]: Dover. ISBN 0-486-20917-2
- Whitaker, Ewen A. (1999). Mapping and Naming the Moon. [S.l.]: Cambridge University Press. ISBN 0-521-62248-4
- Wlasuk, Peter T. (2000). Observing the Moon. [S.l.]: Springer. ISBN 1852331933